# Torgny
Torgny eller Thorgny är ett mansnamn där Tor betyder "åska" (jämför asaguden Tor) och gny betyder "larm" eller "muller". En teori är att man gett söner med starka röstresurser namnet. Ordetledet "gny" finns även i det gamla ordet "vapengny", som närmast kan förklaras som "kraftigt vapenskrammel". Ett hot alltså.
Namnet Torgny fanns i Småland på 1300-talet, men blev inte vanligt förrän på 1800-talet. Namnet hade också ett visst uppsving under perioden mellan 1930- och 1950-talet.
Namnet är just nu inte så vanligt.
31 december 2014 fanns det totalt 5 034 personer i Sverige med namnet Torgny, varav 1 887 med det som tilltalsnamn.
År 2003 fick 7 pojkar namnet, men ingen fick det som tilltalsnamn.
Namnsdag: 26 februari I den finlandssvenska namnsdagslängden har Torgny namnsdag 11 mars sedan starten 1929, då en egen namnsdagskalender togs i bruk för finlandssvenskar.

## Personer med namnet Torgny
- Torgny Amdam, norsk artist
- Torgny Bendelin, ishockeytränare och ishockeyspelare
- Torgny Björk, vissångare
- Torgny Danielsson, socialdemokratisk riksdagsledamot 1994–2002
- Torgny Hanson, dirigent m.m.
- Torgny Håstad, jurist, justitieråd i Högsta domstolen 1998–2011
- Torgny lagman, uppländsk lagman på 900-talet
- Torgny Lindgren, författare och ledamot av Svenska Akademien
- Torgny Mogren, skidåkare, bragdmedaljör 1993, OS-guld 1988
- Torgny Segerstedt, publicist och religionshistoriker
- Torgny T:son Segerstedt, professor i sociologi och tidigare rektor för Uppsala universitet, ledamot av Svenska Akademien
- Torgny Säve-Söderbergh, professor i egyptologi vid Uppsala universitet
- Torgny Söderberg, musikproducent, kompositör och textförfattare
- Torgny Wickman, filmregissör, fotograf och sångtextförfattare
- Torgny Wirén, författare och skolpräst
- Torgny Wåhlander, friidrottare som tävlade i längdhopp och tresteg

## Fotnoter
1. 1 2 3 4  ”Torgny - Uppslagsverk - NE.se”. www.ne.se. https://www.ne.se/uppslagsverk/encyklopedi/l%C3%A5ng/torgny. Läst 26 februari 2022. [inloggning kan krävas]
2. ↑  Enligt sökning på Statistiska centralbyråns Namndatabas 2015-10-28.
3. ↑  ”Universitetets namnsdagsalmanacka - Universitetets almanacksbyrå”. almanakka.helsinki.fi. Helsingfors universitet. https://almanakka.helsinki.fi/sv/kalender-2025/. Läst 22 februari 2025.